# Birkeland–Eyde processen
Birkeland-Eyde-processen eller lysbueprocessen er en proces for fremstilling af nitrogendioxid til brug i gødning.
Processen er opkaldt efter fysikeren Kristian Birkeland (1867–1917) og grundlæggeren Sam Eyde (1866–1940). I Birkelands patentudkast fra 20. februar 1903 blev metoden beskrevet som at "fremstille elektriske lysbuer av størst mulig overflate, særlig til bruk ved kjemisk binding eller spalting av gassblandinger eller gassarter". Tidlige forsøg blev udført i kælderen ved det Kongelige Frederiks Universitet i Kristiania. Behovet for mere kraft gjorde, at man i maj 1903 flyttede forsøgene til en lagerbygning ved Frognerkilen Fabrik. Her fik man lysbueflammen op i en diameter på 55 cm og en belastning på 45 kW. For at få tilgang til mere kraft blev der efterfølgende bygget en ny forsøgsstation på Ankerløkken, lige ved Christiania Elektricitetsværks sekundærstation således, at man kunne få højspænding til ovnforsøgene direkte fra Hammeren kraftverk i Maridalen.

## Forsøgsstationen på Vassmoen
På Vassmoen ved Evenstad kraftverk lige ved Arendal blev metoden videreudviklet fra 1904. På Vassmoen blev der i vintermånederne 1906 også gjort eksperimenter med BASFs konkurrerende lysbueovn, Otto Schönherrs vertikale rørovn. De første Birkeland-Eyde-ovne beregnede for fuld industriel skala, "skjoldovnen", blev udviklet på forsøgsfabrikken på Vassmoen.

## Forsøgsfabrikken på Notodden
Den 2. maj 1905 startede produktion ved A/S Notodden Salpeterfabrikker med tre lysbueovne, hver på 520 kW. Den 18. november 1905 blev processen præsenteret af professor Otto Witt på den tekniske højskole i Berlin. Den 5. december 1905 blev processen offentliggjort i Norge i to foredrag; Birkeland holdt foredrag ved Vitenskapsakademiet og Eyde ved Polyteknisk forening. Tre dage tidligere var også Norsk Hydro-Elektrisk Kvælstofaktieselskab blevet stiftet i Rådhusgaten 20, Kristiania.
Ovnene på forsøgsfabrikken var blevet prøvede med større energimængder end hvad, de oprindeligt var konstruerede for. Man mistænkte, at større belastning ikke gav højere udbytte. I marts 1906 blev derfor ovnen på Vassmoen flyttet til Nododden for at gennemføre sammenlignende tests. Vassmoovnen blev udsat for 300 kW belastning, mens Notoddenovnene blev prøvede med 500 og 750 kW. Udbyttemålingerne viste, at det effektive udbytte var praktisk talt det samme ved alle belastningerne. Det blev derfor afgjort, at den største ovntype skulle bruges i den nye fabrik. Vassmoovnen er den eneste lysbueovn, som er bevaret intakt, i dag placeret på udsiden af Ovnshus A i Hydroparken på Notodden. Når forsøgsfabrikken var i fuld drift, blev der daglig produceret omkring 3 ton Norgessalpeter. Forsøgsfabrikkens ovnshus brændte ned til grunden den 7. januar 1908. I løbet af den periode, forsøgsfabrikken var i drift, blev der produceret omkring 2.200 ton kalksalpeter.

## Kommerciel produktion
På Notodden blev der i 1906-07 bygget en større fabrik med ovnhus, tårnhus (absorptionsanlæg), kokhus og lager. Ved fabrikken, som startede den 2. oktober 1907, var der i ovnhus A installeret 32 lysbueovne, hver på 1.000 hk (750 kW). Elektriciteten blev leveret fra Svelgfoss kraftverk, som blev bygget samtidig med fabrikken. Absorbtionsanlægget bestod af tre parallelle rækker á tre 20 meter høje syretårne i granit. Restgasabsorbtionsanleægget bestod af tre parallelle rækker á to runde tårne i træværk. Efter en del indkøringsproblemer var fabrikken i fuld drift fra 1908.

## Birkeland-Eyde-processen
Metoden gik ud på, at luft, det vil sige nitrogen (N2) og oxygen (O2), blev ledet ind i en rund ovn, hvor en lysbue blev dannet mellem to aksialt orienterede elektroder i et kraftigt magnetfelt. I ovnen opstod en skiveformet flamme, hvor plasmatemperaturen holdt omkring 3.000 °C og omdannede de to hovedkomponenter i luft (N2 og O2) til nitrogenoxid-gas (NO).
N2 + O2 → 2 NO
Gassen blev kølet hurtig ved, at den blev slynget ud af flammens egen bevægelse til ovnrummets ydre. Gassen blev der efter trukket med vifter ud i kanaler forede med chamottesten i ovnens øvre og nedre del. Her blev gassen kølet til 50 °C og ført videre til et rum, hvor gassen oxiderede i en ny reaktion med oxygen fra ovnluften til produktet nitrogendioxid (NO2).
2 NO + O2 → 2 NO2
Den resulterende nitrogendioxid-gas blev der efter ledet ind i et absorptionstårn, hvor den reagerede med vand (H2O) til produkterne salpetersyre (HNO3) og nitrogenoxid.
3 NO2 + H2O → 2 HNO3 + NO
Salpetersyre er en kilde til nitrat (NO3-), en ion som planter kan absorbere, i reaktionen:
HNO3 + H20 → H3O+ + NO3-
I denne reaktionen dannes også et hydroniumion (H3O+), som er en syre. Gødning med salpetersyre giver altså en syrekomponent som et af produkterne, hvilket vil medføre lidt surere jord efter gødning.

## Baggrund
Allerede i 1775 havde englænderen Priestly observeret, at kraftige elektriske udladninger i luft førte til dannelse af nitrogenoxider. Henry Cavendish påviste i 1785 dannelsen af salpetersyre. I 1859 tog Mme. Lafebre patent på fremstilling af salpetersyre ved hjælp af elektriske udladninger i luft og absorption af gassen i alkaliske opløsninger. I slutningen af 1800-tallet blev der drevet en række forsøg med elektriske lysbuer. I England publicerede Lord Rayleigh i 1897 en afhandling, som beskrev højspændte lysbuer til fremstilling af salpetersyre og vanskelighederne med at skabe en stabil lysbueflamme. To år efter blev de første større forsøg med stabile lysbuer foretaget af briterne A. McDougall og F. Howles, men processen viste sig at være ulønsom.

## Nitrogenkapløbet
Den første kommercielle produktion af nitrogengødning baseret på lysbuer startede i 1902 ved en salpeterfabrik ved Niagara Falls, USA. Processen som var udviklet af Charles S. Bradly og D. Ross Lovejoy blev ulønsom og produktionen lagt ned efter to års drift. Birkelands lysbuemetode blev udviklet i konkurrence med den mindre energikrævende Frank-Caro-proces (kalciumcyanamid), kommerciel produkstionsmetode patenteret i 1903, og Haber-Bosch-processen, patenteret i 1910. Norsk Hydros lysbueovne fik også konkurrence fra Otto Schönherrs vertikale lysbueovn, som var udviklet af BASF i 1905 til Fiskaa bruk i Kristiansand. Ved udbygningen af "Rjukan I" blev der installeret 96 Schönherr-ovne, som brugte 4/5 af kraften og kun 1/5 på de 8 Birkeland-Eyde-ovne, som blev installerede. Ved udbygningen af Såheim kraftverk og "Rjukan II" blev der i ovnhus II installeret 35 Birkeland-Eyde-ovne, som tålte en belastning på 3.000 kW.
Lysbueprocessen blev aldrig nogen kommerciel succes uden for Norge, selv om nogen licensrettigheder også blev solgt udenlands efter, at ovnteknologien var færdigudviklet ved udbygningen af "Rjukan II" i 1912. Under 1. verdenskrig blev en fabrik med Birkeland-Eyde-ovne bygget i Soulom, Frankrig. Da fabrikken blev nedlagt i 1926, blev fire af ovnene flyttet til Rjukan. Birkeland–Eyde-processen var meget energikrævende og betingede tilgang til billig elektrisk kraft. I 1926 krævede lysbueprocessen i gennemsnit 61 MWh for at producere 1 ton fixeret nitrogen, Frank-Caro-processen krævede omkring 12-14 MWh, mens Haber-Bosch-processen kun krævede 4 MWh. I 1913, året efter at Birkeland-Eyde-ovnen var færdigudviklet, åbnede den langt mere effektive ammoniakfabrik ved Oppau i Ludwigshafen i (Tyskland), som producerede efter Haber-Bosch-metoden. I 1926 blev blot 6 % af produktionen af fixeret nitrogen produceret efter lysbueprocessen. Den resterende produktion fordelte sig med 24 % efter Frank-Caro-processen og 70 % efter Haber-Bosch-processen. I 1920-erne var Norsk Hydros andel af verdens samlede gødningsprodution 1-2 %.
Norsk Hydro havde gennem sit samarbejde med BASF option på Haber-Bosch-metoden. I 1913 besluttede styret at ikke acceptere tilbuddet om overdragelse af ammoniakmetoden fra BASF. Som en del af opgøret efter 1. verdenskrig havde den franske stat sikret sig Haber-Bosch-processen, og man ønskede et samarbejde med Norsk Hydro om industriel udnyttelse af processen. I 1920 takkede Norsk Hydro igen nej til Haber-processen, da de selv sammen med svenskerne Helge Bäckström og Ivar Cederberg forsøgte at udvikle en ny ammoniakproces med lavere tryk. Dette mislykkedes, og forsøgsprojektet blev opgivet i 1924. I 1927 måtte Norsk Hydro også gå over til Haber-Bosch-processen og indgå et samarbejde med IG Farben. Den tyske kemivirksomhed overtog da 25 % af aktierne i Hydro. I forbindelse med procesomlægningen etablerede Norsk Hydros et nyt anlæg på Herøya i 1929, som i løbet af 1930-erne også startede på at producerede fuldgødning efter Oddaprocessen. Birkeland-Eyde-ovne var i brug på Notodden frem til 7. april 1934, på Rjukan til foråret 1940.
Birkeland-Eyde-processen og den påfølgende etablering af Norsk Hydro havde stor betydning for Norge som ung nation, men processen i sig selv var internationalt mindre signifikant end både Frank-Caro-, Haber-Bosch- og Oddaprocessen.